# Anthony D'Alberto
Anthony d'Alberto (født 13. oktober 1994) er en belgisk fodboldspiller, der spiller for portugisiske S.C. União Torreense. Han har tidligere blandt andet spillet for AGF. D'Albertos foretrukne position er som  højre back.

## Klubkarriere

### Braga
Efter at have spillet for belgiske klubber i sin ungdom begyndte d'Alberto sin seniorkarriere på S.C. Bragas reservehold og debuterede for denne klub i oktober 2015. Han nåede at spille 70 kampe for klubben i den portugisiske Segunda Liga, inden han i foråret 2018 blev udlejet til belgiske Royal Charleroi SC, hvor det dog blot blev til én kamp.

### Moreirense
I sommeren 2018 skiftede han på fri transfer til Moreirense F.C. i den portugisiske Primeira Liga. Her fik han 55 ligakampe. Hans kontrakt udløb i sommeren 2021.

### AGF
AGF havde i sommeren 2021 sagt farvel til lejesvenden Kevin Diks og manglede en god højre back. D'Alberto passede derfor ind og var oven i købet kontraktløs, så AGF gav ham en treårig kontrakt. D'Alberto fik en hel del spilletid i sin første sæson i klubben, hvor han vekslede med Tobias Mølgaard med at spille pladsen som højre back. Imidlertid følte belgieren, at han var for langt fra sin familie, og derfor ophævede AGF og han kontrakten i januar 2023. D'Alberto nåede at spille i alt 37 kampe på AGF's førstehold.

### Torreense
I sommeren 2023 skrev han kontrakt med den portugisiske klub S.C. União Torreense.

## Personlig baggrund
Anthony d'Alberto blev født i Demokratiske Republik Congo og har congolesiske, italienske og belgiske rødder.
D'Alberto var involveret i en alvorlig bilulykke 10. januar 2015 i Porta Westfalica i Tyskland, hvori den belgiske fodboldspiller Junior Malanda blev dræbt. D'Alberto var fører af bilen, og han og en anden passager kom på hospitalet efter ulykken.